# Спектральные классы астероидов
Спектра́льный класс — одна из характеристик астероидов. Каждый астероид относится к тому или иному классу в зависимости от спектральной характеристики, цвета, а также иногда альбедо. Считается, что классы соотносятся с химическим составом поверхности астероида. У небольших тел, которые внутренне не дифференцируются, поверхность и внутренний состав принято считать как однородные, в то время как у больших объектов, например, (1) Церера и (4) Веста, известно о внутренней структуре.

## Современная классификация
Современная классификация была предложена Кларком Чепменом, Дэвидом Моррисоном и Беном Зеллнером в 1975. Она включала три типа: C — тёмные углеродистые объекты, S — каменные (кремниевые) объекты и U для астероидов, не подпадающих под категории C и S. В дальнейшем данная классификация была расширена и уточнена.
В настоящее время существует ряд классификаций, и хотя они сохраняют некоторое взаимное единообразие, некоторые астероиды в разных схемах относятся к разным классам — в связи с использованием различных критериев при подходе. Чаще всего используются две классификации: Дэвида Толена и SMASS.

### Классификация Толена
Классификация Толена была предложена в 1984 году на основании широкополосных измерений спектра (от 0,31 мкм до 1,06 мкм) и альбедо. Было выделено 14 типов астероидов относящимся к 3 группам:
- Группа углеродных астероидов (C-группа) — в классификации Толена астероиды класса С объединяются вместе с тремя менее многочисленными классами в широкую группу углеродных астероидов. Группа включает в себя тёмные углеродные астероиды, обладающие очень низкой отражающей способностью. К ней относится 75 % всех известных астероидов.
  - Класс C ((10) Гигея) — к этому классу принадлежит большинство типичных астероидов группы и до 75 % от общего числа астероидов.
  - Класс B ((2) Паллада)
  - Класс F ((704) Интерамния)
  - Класс G (1 Церера)
- Группа кремниевых астероидов (S-группа) — включает в себя кремниевые (каменные) астероиды. К этому классу относится около 17 % от общего числа астероидов.
  - Класс S ((15) Эвномия, (3) Юнона)
- Группа железных астероидов (X-группа) — здесь объединены несколько классов астероидов, с аналогичными спектрами, но, вероятно, разного состава. В группу входят объекты с высоким содержанием металлов. Это третья по распространённости группа астероидов.
  - Класс M ((16) Психея) — к этому классу принадлежит большинство типичных астероидов группы. Это третья по распространённости группа астероидов.
  - Класс E ((44) Ниса, (55) Пандора) — отличается от класса M высоким альбедо.
  - Класс P ((259) Алетейя, (190) Исмена; (324) Бамберга) — отличается от класса M низким альбедо.

а также существуют ещё несколько более мелких классов:
- Класс A ((446) Этернитас)
- Класс D ((624) Гектор)
- Класс J ((3869) Нортон)
- Класс Q ((1862) Аполлон)
- Класс R ((349) Дембовска)
- Класс T ((96) Эгла)
- Класс V ((4) Веста)

Иногда астероиды приписывают к смешанным типам, например CG, когда их характеристики носят черты, присущие для разных классов.

### Классификация SMASS
Этот относительно новый метод классификации был предложен Шелте Басом и Richard P. Binzel в 2002 году на основе результатов проекта «Спектрального изучения малых астероидов главного пояса астероидов» (SMASS), по итогам изучения 1447 астероидов. Это исследование спектров проводилось с гораздо более высоким разрешением, чем ECAS, что позволило проанализировать спектры поверхностей астероидов на более узких длинах волн, выявив, тем самым, много новых особенностей в спектре. Тем не менее, исследования проводились в небольшом диапазоне длин волн (от 0,44 мкм до 0,92 мкм) и при этом не учитывалось альбедо астероидов. Новая классификация разрабатывалась так, чтобы максимально сохранить связь таксономией Толена, в результате с учётом разницы полученных данных, астероиды были разделены на 24 класса. В итоге большинство астероидов были распределены по трём большим классам (C, S и X), а остальные попали в более мелкие классы:
- Группа углеродных астероидов (C-группа) — углеродные объекты, включает в себя следующие классы:
  - Класс B соответствует в классификации Толена классам B и F
  - Основным классом являются астероиды класса С, имеющие наиболее типичные спектры для данной группы
  - Астероиды класса Cg, Ch и Cgh соответствуют в классификации Толена классу G
  - К классу Ch относятся астероиды с поглощением на длине волны 0,7 мкм
  - К классу Cb относятся астероиды, соответствующие переходу между объектами, относящимися к С и В классу в классификации SMASS.
- Группа кремниевых астероидов (S-группа) — силикатные (каменные) астероиды, включает в себя следующие классы:
  - Класс A
  - Класс K ((181) Эвхарида, (221) Эос)
  - Класс L ((83) Беатрис)
  - Класс Q
  - Класс R
  - Основным классом являются астероиды класса S, имеющие наиболее типичные спектры для S-группы
  - Sa, Sk, Sl, Sq и Sr классы, в которые входят объекты, занимающие промежуточное положение между классом S и классами A, K, L, Q и R, соответственно.
- Группа железных астероидов (X-группа) — астероиды с высоким содержанием металлов, включает в себя следующие классы:
  - Основным классом являются астероиды класса X, имеющие наиболее типичные спектры для данной группы
  - Астероиды класса Xe содержат в спектре умеренно широкую полосу поглощения на длине волны 0,49 мкм. Было высказано предположение, что это указывает на наличие пирротина (FeS). Этот класс примерно соответствует классу E в классификации Толена.
  - Астероиды класса Xc и Xk содержат в спектре довольно широкий максимум на длинах волн 0,55 — 0,8 мкм, что вызвано большим отражением на этих длинах волн. Эти спектры занимают промежуточное положение между спектрами классов X, C и K.

Кроме как в классе Xe, ни существует больше соответствия между классами SMASS и классам M, E, P в классификации Толена. Все остальные классы в группе металлических астероидов классификации SMASS занимают промежуточное положение между классами M, E, P.
- Класс D
- Класс J
- Класс Ld: новый подкласс астероидов, с более специфическими спектральными характеристиками, чем у класса Класс L
- Класс O ((3628) Божнемцова)
- Класс T
- Класс V

Некоторые объекты в околоземном пространстве имеют спектры, которые сильно отличаются от любого из классов SMASS. Это, вероятно, потому, эти тела гораздо меньше, чем те, которые обнаружены в главном поясе астероидов, а их поверхность может быть моложе и менее изменена различными процессами или состоит из более простых минералов.

### Модифицированная классификация SMASS
Расширенное исследование спектра астероидов, включающего ближний инфракрасный диапазон заставило пересмотреть классификацию SMASS:
- A=A
- B=B
- C=C
- Cb=Cb
- Cg=Cg
- Ch=Ch
- Cgh=Cgh
- D=D
- L=L
- Ld разделяется между L и D
- K=K
- O=O
- Q переопределяется в Qw
- R=R
- Sq разделяеся на Sqw и Srw
- Sr переопределяется в Sa
- Sa, Sl, Sk объединяются в Sw
- S разделяется между Sw и Svw
- T=T
- V переопределяется в Vw
- X=X
- Xc= Xc
- Xk=Xk
- Xe=Xe

## Будущее классификаций
В процессе дальнейших исследований эти классификации будут уточняться и изменяться/заменяться. Во всяком случае, на 2017 год спектральные классификации, основанные на двух предыдущих спектроскопических исследованиях 1990-х годов, по-прежнему являются стандартом. Ученые до сих пор не смогли договориться о лучшей таксономической системе, что во многом объясняется сложностью получения подробных данных при измерении большого числа астероидов. Так, например, проведение спектроскопических исследований с большим разрешением или получение данных о плотности астероидов, могли бы существенно помочь в создании более точной классификации.
На данный момент точно выделено 3 основных класса астероидов, в зависимости от химического состава метеоритов:
- Класс C — на основе метеоритов с высоким содержанием углерода
- Класс S — на основе каменных метеоритов
- Класс M — на основе железных метеоритов